# Eothyrididae
Eothyrididae — вимерла родина дуже примітивних комахоїдних синапсидів. Відомі лише три роди, Eothyris, Vaughnictis, Oedaleops, усі з ранньої перми Північної Америки. Головною відмінною рисою є великий іклоподібний зуб попереду верхньої щелепи. 
Eothyrididae мають ряд спільних з Caseidae спеціалізованих особливостей, пов'язаних з морфологією морди та зовнішніх ноздрів, і цілком імовірно, що їхній спільний предок був близький за будовою до Eothyris. Обидва разом утворюють кладу Caseasauria.
Eothyris відомий з одного зразка черепа; Oedaleops відомий за трьома частинами черепів і деякими частинами деяких кінцівок; Vaughnictis відомий за частиною черепа, шістьма спинними хребцями та деякими кістками задніх кінцівок. Довжини черепів становлять приблизно шість сантиметрів, що свідчить про те, що загальні довжині тварин були менше одного метра.
Види були знайдені в нижній пермі на території сучасної Північної Америки. У сучасній кладистиці Eothyrididae вважаються базальною групою в межах Caseasauria. Caseasauria утворює сестринську групу Eupelycosauria, з якої еволюціонували терапсиди.